# 艇湖塔
艇湖塔于中国浙江省绍兴嵊州市剡湖街道县城东北艇湖山颠、东临剡溪，为县城风水塔，始建于明嘉靖二十四年（1545），塔名与山名均得自于其下的艇湖（原剡溪故道，剡溪改道后形成湖泊，因东晋时王徽之雪夜访戴逵，造门不前，在此回艇故名，后淤为田）。
今塔为六角七层的砖木结构楼阁式塔，底边长3.50米，底层南面辟门，以上各层六面间隔辟窗，其位置逐层相错，腰檐菱角牙子叠涩。塔内原供登临的木梯已毁，现状中空。2001年重修。